# Halsbandshök
Halsbandshök (Microspizias collaris) är en fågel i familjen hökar inom ordningen hökfåglar.

## Utseende
Halsbandshöken är en mycket liten hökliknande rovfågel. Ovansidan är svart, liksom hjässan, åtskilda av ett vitt band i nacken, som dock kan vara otydligt och svårt att se i fält. Undersidan är vit med bred mörk tvärbandning. På halssidan syns en mörk komma-formad fläck. Ungfågeln är brun- eller rosttonade, med ett beigefärgat halsband. Arten förväxlas lätt med pygméhöken, men halsbandshöken har bredare och mer diffusa band undertill och tydligare teckningar på halsen.

## Utbredning och systematik
Fågeln förekommer i bergstrakter från Colombia till sydvästra Venezuela, Ecuador och södra Peru. Den behandlas som monotypisk, det vill säga att den inte delas in i några underarter.

### Släktestillhörighet
Traditionellt har arten placerats i det stora släktet Accipiter. Både osteologiska studier och DNA-studier visar dock att dess förmodade närmaste släkting pygméhöken är endast avlägset släkt med övriga arter i Accipiter. Sedan 2022 har dessa två arter därför lyfts ut till ett eget släkte, Microspizias.

## Levnadssätt
Halsbandshöken hittas i molnskogar på medelhög höjd. Den håller sig vanligen inne i skog, där den jagar småfåglar.

## Status
Arten har ett rätt stort utbredningsområde och beståndet anses stabilt. Internationella naturvårdsunionen IUCN listar den därför som livskraftig (LC). Beståndet uppskattas till under 20 000 vuxna individer.